# جاد نلسن
جاد نلسن (انگلیسی: Judd Nelson؛ زادهٔ ۲۸ نوامبر ۱۹۵۹) یک هنرپیشه اهل ایالات متحده آمریکا است. وی از سال ۱۹۸۳ میلادی تاکنون مشغول فعالیت بوده‌است.

## گزیده فیلمشناسی
از فیلم‌ها یا برنامه‌های تلویزیونی که وی در آن نقش داشته‌است می‌توان به آثار زیر اشاره کرد.
- کلوپ صبحانه (۱۹۸۵)
- آتش سنت المو (۱۹۸۵)
- شهر آبی (۱۹۸۶)
- عقب‌مانده تاریک (۱۹۹۱)
- تعارض منافع (۱۹۹۳)
- گرفتار (۱۹۹۳)
- درود بر سزار (فیلم ۱۹۹۴) (۱۹۹۴)
- کله‌پوک‌ها (۱۹۹۴)
- استیل (فیلم ۱۹۹۷) (۱۹۹۷)
- روشنش کن (۱۹۹۹)
- جی و باب ساکت پاتک می‌زنند (۲۰۰۱)
- سیاه‌چاله (فیلم ۲۰۰۶) (۲۰۰۶)
- هرگز دیگر (۲۰۰۷)
- یک زن تنها (۲۰۰۸)
- پرستار سه‌بعدی (۲۰۱۴)
- باشگاه پسران میلیاردر (فیلم ۲۰۱۸) (۲۰۱۸)
- سی‌اس‌آی (۲۰۰۷)
- سی‌اس‌آی: نیویورک (۲۰۰۶)
- مرد خانواده (۲۰۰۶)
- غیب‌گو (مجموعه تلویزیونی) (۲۰۱۰)
- دو مرد و نصفی (۲۰۱۰)
- نیکیتا (۲۰۱۳)
- امپراتوری (مجموعه تلویزیونی) (۲۰۱۵–اکنون)